# Großer Preis von Argentinien (Motorrad)

Streckengrafik der ab 1981 befahrenen Variante des Autódromo Juan y Oscar Alfredo Gálvez

Der Große Preis von Argentinien für Motorräder ist ein Motorrad-Rennen, das seit 1960 mit Unterbrechungen ausgetragen wird und zwischen 1961 und 1999 sowie seit 2014 zur Motorrad-Weltmeisterschaft zählt.
Rekordsieger sind Tom Phillis, Hugh Anderson, Mick Doohan und Marc Márquez, die das Rennen jeweils dreimal gewinnen konnten.
Zwischen 1961 und 1963 wurden von den unterschiedlichen Hubraumklassen unterschiedliche Varianten der Strecke befahren. Die Klassen bis 50 und bis 125 cm³ nutzten eine 2,625 Kilometer lange Piste, die 250er- und 500er-Klasse befuhren drei verschiedene Varianten mit Längen zwischen 3,140 und 4,706 Kilometern.
Nachdem das Rennen in den vorangegangenen Jahren mehrmals vorgesehen und kurzfristig abgesagt worden war, steht der Große Preis von Argentinien Saison 2014 wieder im Rennkalender der Motorrad-WM und wird auf dem Autódromo Termas de Río Hondo ausgetragen.

## Statistik

### Von 1960 bis 1963
(gefärbter Hintergrund = kein Rennen im Rahmen der Motorrad-Weltmeisterschaft)
| Auflage | Jahr | Strecke      | Klasse  | Sieger                           | Zweiter                       | Dritter                          | Schn. Rennrunde                  |  |
| ------- | ---- | ------------ | ------- | -------------------------------- | ----------------------------- | -------------------------------- | -------------------------------- |  |
| 1       | 1960 | Buenos Aires | 125 cm³ | John Grace (Bultaco)             | unbekannt                     | unbekannt                        | unbekannt                        |  |
| 1       | 1960 | Buenos Aires | 500 cm³ | Juan Carlos Salatino (Gilera)    | unbekannt                     | unbekannt                        | unbekannt                        |  |
|         |      |              |         |                                  |                               |                                  |                                  |  |
| 2       | 1961 | Buenos Aires | 125 cm³ | Tom Phillis (Honda)              | Jim Redman (Honda)            | Kunimitsu Takahashi (Honda)      | Tom Phillis (Honda)              |  |
| 2       | 1961 | Buenos Aires | 250 cm³ | Tom Phillis (Honda)              | Kunimitsu Takahashi (Honda)   | Jim Redman (Honda)               | Tom Phillis (Honda)              |  |
| 2       | 1961 | Buenos Aires | 500 cm³ | Jorge Kissling (Matchless)       | Juan Carlos Salatino (Norton) | Frank Perris (Norton)            | Juan Carlos Salatino (Norton)    |  |
|         |      |              |         |                                  |                               |                                  |                                  |  |
| 3       | 1962 | Buenos Aires | 50 cm³  | Hugh Anderson (Suzuki)           | Ernst Degner (Suzuki)         | Hans Georg Anscheidt (Kreidler)  | unbekannt                        |  |
| 3       | 1962 | Buenos Aires | 125 cm³ | Hugh Anderson (Suzuki)           | Raúl Kissling (DKW)           | Mitsuo Itō (Suzuki)              | Hugh Anderson (Suzuki)           |  |
| 3       | 1962 | Buenos Aires | 250 m³  | Arthur Wheeler (Moto Guzzi)      | Umberto Masetti (Morini)      | Raúl Kaiser (NSU)                | Arthur Wheeler (Moto Guzzi)      |  |
| 3       | 1962 | Buenos Aires | 500 cm³ | Benedicto Caldarella (Matchless) | Juan Carlos Salatino (Norton) | Eduardo Salatino (Norton)        | Benedicto Caldarella (Matchless) |  |
|         |      |              |         |                                  |                               |                                  |                                  |  |
| 4       | 1963 | Buenos Aires | 50 cm³  | Hugh Anderson (Suzuki)           | Ernst Degner (Suzuki)         | Alberto Pagani (Kreidler)        | Hugh Anderson (Suzuki)           |  |
| 4       | 1963 | Buenos Aires | 125 cm³ | Jim Redman (Honda)               | Héctor Pochettino (Bultaco)   | Aldo Caldarella (Bultaco)        | Jim Redman (Honda)               |  |
| 4       | 1963 | Buenos Aires | 250 cm³ | Tarquinio Provini (Morini)       | Jim Redman (Honda)            | Umberto Masetti (Morini)         | Tarquinio Provini (Morini)       |  |
| 4       | 1963 | Buenos Aires | 500 cm³ | Mike Hailwood (MV Agusta)        | Jorge Kissling (Norton)       | Benedicto Caldarella (Matchless) | Mike Hailwood (MV Agusta)        |  |

### Von 1981 bis 1999
| Auflage | Jahr | Strecke      | Klasse  | Sieger                         | Zweiter                        | Dritter                           | Pole-Position                  | Schn. Rennrunde                |
| ------- | ---- | ------------ | ------- | ------------------------------ | ------------------------------ | --------------------------------- | ------------------------------ | ------------------------------ |
| 5       | 1981 | Buenos Aires | 125 cm³ | Ángel Nieto (Minarelli)        | Loris Reggiani (Minarelli)     | Jacques Bolle (Motobécane)        | Ángel Nieto (Minarelli)        | Loris Reggiani (Minarelli)     |
| 5       | 1981 | Buenos Aires | 250 cm³ | Jean-François Baldé (Kawasaki) | Graeme Geddes (Yamaha)         | Patrick Fernandez (Bimota-Yamaha) | Carlos Lavado (Yamaha)         | Graeme Geddes (Yamaha)         |
| 5       | 1981 | Buenos Aires | 350 cm³ | Jon Ekerold (Bimota-Yamaha)    | Jean-François Baldé (Kawasaki) | Carlos Lavado (Yamaha)            | Jon Ekerold (Bimota-Yamaha)    | Jon Ekerold (Bimota-Yamaha)    |
|         |      |              |         |                                |                                |                                   |                                |                                |
| 6       | 1982 | Buenos Aires | 125 cm³ | Ángel Nieto (Garelli)          | Ricardo Tormo (Sanvenero)      | Willy Pérez (MBA)                 | Ángel Nieto (Garelli)          | Ricardo Tormo (Sanvenero)      |
| 6       | 1982 | Buenos Aires | 350 cm³ | Carlos Lavado (Yamaha)         | Jean-François Baldé (Kawasaki) | Didier de Radiguès (Chevallier)   | Jean-François Baldé (Kawasaki) | Jean-François Baldé (Kawasaki) |
| 6       | 1982 | Buenos Aires | 500 cm³ | Kenny Roberts sr. (Yamaha)     | Barry Sheene (Yamaha)          | Freddie Spencer (Honda)           | Kenny Roberts sr. (Yamaha)     | Kenny Roberts sr. (Yamaha)     |
|         |      |              |         |                                |                                |                                   |                                |                                |
| 7       | 1987 | Buenos Aires | 250 cm³ | Sito Pons (Honda)              | Dominique Sarron (Honda)       | Masahiro Shimizu (Honda)          | Martin Wimmer (Yamaha)         | unbekannt                      |
| 7       | 1987 | Buenos Aires | 500 cm³ | Eddie Lawson (Yamaha)          | Randy Mamola (Yamaha)          | Wayne Gardner (Honda)             | Wayne Gardner (Honda)          | unbekannt                      |
|         |      |              |         |                                |                                |                                   |                                |                                |
| 8       | 1994 | Buenos Aires | 125 cm³ | Jorge Martínez (Yamaha)        | Noboru Ueda (Honda)            | Stefano Perugini (Aprilia)        | Noboru Ueda (Honda)            | Stefano Perugini (Aprilia)     |
| 8       | 1994 | Buenos Aires | 250 cm³ | Tadayuki Okada (Honda)         | Max Biaggi (Aprilia)           | Tetsuya Harada (Yamaha)           | Loris Capirossi (Honda)        | Tetsuya Harada (Yamaha)        |
| 8       | 1994 | Buenos Aires | 500 cm³ | Mick Doohan (Honda)            | Doug Chandler (Cagiva)         | John Kocinski (Cagiva)            | John Kocinski (Cagiva)         | Mick Doohan (Honda)            |
|         |      |              |         |                                |                                |                                   |                                |                                |
| 9       | 1995 | Buenos Aires | 125 cm³ | Emilio Alzamora (Honda)        | Masaki Tokudome (Aprilia)      | Dirk Raudies (Honda)              | Emilio Alzamora (Honda)        | Takehiro Yamamoto (Honda)      |
| 9       | 1995 | Buenos Aires | 250 cm³ | Max Biaggi (Aprilia)           | Tetsuya Harada (Yamaha)        | Doriano Romboni (Honda)           | Jean-Michel Bayle (Aprilia)    | Max Biaggi (Aprilia)           |
| 9       | 1995 | Buenos Aires | 500 cm³ | Mick Doohan (Honda)            | Daryl Beattie (Suzuki)         | Luca Cadalora (Yamaha)            | Luca Cadalora (Yamaha)         | Daryl Beattie (Suzuki)         |
|         |      |              |         |                                |                                |                                   |                                |                                |
| 10      | 1998 | Buenos Aires | 125 cm³ | Tomomi Manako (Honda)          | Marco Melandri (Honda)         | Lucio Cecchinello (Honda)         | Roberto Locatelli (Honda)      | Masao Azuma (Honda)            |
| 10      | 1998 | Buenos Aires | 250 cm³ | Valentino Rossi (Aprilia)      | Loris Capirossi (Aprilia)      | Olivier Jacque (Honda)            | Loris Capirossi (Aprilia)      | Valentino Rossi (Aprilia)      |
| 10      | 1998 | Buenos Aires | 500 cm³ | Mick Doohan (Honda)            | Tadayuki Okada (Honda)         | Alex Barros (Honda)               | Mick Doohan (Honda)            | Tadayuki Okada (Honda)         |
|         |      |              |         |                                |                                |                                   |                                |                                |
| 11      | 1999 | Buenos Aires | 125 cm³ | Marco Melandri (Honda)         | Emilio Alzamora (Honda)        | Roberto Locatelli (Aprilia)       | Masao Azuma (Honda)            | Marco Melandri (Honda)         |
| 11      | 1999 | Buenos Aires | 250 cm³ | Olivier Jacque (Yamaha)        | Tōru Ukawa (Honda)             | Valentino Rossi (Aprilia)         | Valentino Rossi (Aprilia)      | Olivier Jacque (Yamaha)        |
| 11      | 1999 | Buenos Aires | 500 cm³ | Kenny Roberts jr. (Suzuki)     | Max Biaggi (Yamaha)            | Norick Abe (Yamaha)               | Kenny Roberts jr. (Suzuki)     | Kenny Roberts jr. (Suzuki)     |

### Seit 2014
| Auflage | Jahr | Strecke             | Klasse                                         | Sieger                                         | Zweiter                                        | Dritter                                        | Pole-Position                                  | Schn. Rennrunde                                |
| ------- | ---- | ------------------- | ---------------------------------------------- | ---------------------------------------------- | ---------------------------------------------- | ---------------------------------------------- | ---------------------------------------------- | ---------------------------------------------- |
| 12      | 2014 | Termas de Río Hondo | Moto3                                          | Romano Fenati (KTM)                            | Álex Márquez (Honda)                           | Jack Miller (KTM)                              | Jack Miller (KTM)                              | Álex Márquez (Honda)                           |
| 12      | 2014 | Termas de Río Hondo | Moto2                                          | Esteve Rabat (Kalex)                           | Xavier Siméon (Suter)                          | Luis Salom (Kalex)                             | Esteve Rabat (Kalex)                           | Luis Salom (Kalex)                             |
| 12      | 2014 | Termas de Río Hondo | MotoGP                                         | Marc Márquez (Honda)                           | Dani Pedrosa (Honda)                           | Jorge Lorenzo (Yamaha)                         | Marc Márquez (Honda)                           | Jorge Lorenzo (Yamaha)                         |
|         |      |                     |                                                |                                                |                                                |                                                |                                                |                                                |
| 13      | 2015 | Termas de Río Hondo | Moto3                                          | Danny Kent (Honda)                             | Efrén Vázquez (Honda)                          | Isaac Viñales (Husqvarna)                      | Miguel Oliveira (KTM)                          | Miguel Oliveira (KTM)                          |
| 13      | 2015 | Termas de Río Hondo | Moto2                                          | Johann Zarco (Kalex)                           | Álex Rins (Kalex)                              | Sam Lowes (Speed Up)                           | Johann Zarco (Kalex)                           | Jonas Folger (Kalex)                           |
| 13      | 2015 | Termas de Río Hondo | MotoGP                                         | Valentino Rossi (Yamaha)                       | Andrea Dovizioso (Ducati)                      | Cal Crutchlow (Honda)                          | Marc Márquez (Honda)                           | Valentino Rossi (Yamaha)                       |
|         |      |                     |                                                |                                                |                                                |                                                |                                                |                                                |
| 14      | 2016 | Termas de Río Hondo | Moto3                                          | Khairul Idham Pawi (Honda)                     | Jorge Navarro (Honda)                          | Brad Binder (KTM)                              | Brad Binder (KTM)                              | Joan Mir (KTM)                                 |
| 14      | 2016 | Termas de Río Hondo | Moto2                                          | Johann Zarco (Kalex)                           | Sam Lowes (Kalex)                              | Jonas Folger (Kalex)                           | Sam Lowes (Kalex)                              | Johann Zarco (Kalex)                           |
| 14      | 2016 | Termas de Río Hondo | MotoGP                                         | Marc Márquez (Honda)                           | Valentino Rossi (Yamaha)                       | Dani Pedrosa (Honda)                           | Marc Márquez (Honda)                           | Marc Márquez (Honda)                           |
|         |      |                     |                                                |                                                |                                                |                                                |                                                |                                                |
| 15      | 2017 | Termas de Río Hondo | Moto3                                          | Joan Mir (Honda)                               | John McPhee (Honda)                            | Jorge Martín (Honda)                           | John McPhee (Honda)                            | Romano Fenati (Honda)                          |
| 15      | 2017 | Termas de Río Hondo | Moto2                                          | Franco Morbidelli (Kalex)                      | Miguel Oliveira (KTM)                          | Thomas Lüthi (Kalex)                           | Miguel Oliveira (KTM)                          | Miguel Oliveira (KTM)                          |
| 15      | 2017 | Termas de Río Hondo | MotoGP                                         | Maverick Viñales (Yamaha)                      | Valentino Rossi (Yamaha)                       | Cal Crutchlow (Honda)                          | Marc Márquez (Honda)                           | Maverick Viñales (Yamaha)                      |
|         |      |                     |                                                |                                                |                                                |                                                |                                                |                                                |
| 16      | 2018 | Termas de Río Hondo | Moto3                                          | Marco Bezzecchi (KTM)                          | Arón Canet (Honda)                             | Fabio Di Giannantonio (Honda)                  | Tony Arbolino (Honda)                          | Jorge Martín (Honda)                           |
| 16      | 2018 | Termas de Río Hondo | Moto2                                          | Mattia Pasini (Kalex)                          | Xavi Vierge (Kalex)                            | Miguel Oliveira (KTM)                          | Xavi Vierge (Kalex)                            | Xavi Vierge (Kalex)                            |
| 16      | 2018 | Termas de Río Hondo | MotoGP                                         | Cal Crutchlow (Honda)                          | Johann Zarco (Yamaha)                          | Álex Rins (Suzuki)                             | Jack Miller (Ducati)                           | Marc Márquez (Honda)                           |
|         |      |                     |                                                |                                                |                                                |                                                |                                                |                                                |
| 17      | 2019 | Termas de Río Hondo | Moto3                                          | Jaume Masiá (KTM)                              | Darryn Binder (KTM)                            | Tony Arbolino (Honda)                          | Jaume Masiá (KTM)                              | Gabriel Rodrigo (Honda)                        |
| 17      | 2019 | Termas de Río Hondo | Moto2                                          | Lorenzo Baldassarri (Kalex)                    | Remy Gardner (Kalex)                           | Álex Márquez (Kalex)                           | Xavi Vierge (Kalex)                            | Remy Gardner (Kalex)                           |
| 17      | 2019 | Termas de Río Hondo | MotoGP                                         | Marc Márquez (Honda)                           | Valentino Rossi (Yamaha)                       | Andrea Dovizioso (Ducati)                      | Marc Márquez (Honda)                           | Marc Márquez (Honda)                           |
|         |      |                     |                                                |                                                |                                                |                                                |                                                |                                                |
| –       | 2020 | Termas de Río Hondo | Abgesagt wegen der COVID-19-Pandemie.          | Abgesagt wegen der COVID-19-Pandemie.          | Abgesagt wegen der COVID-19-Pandemie.          | Abgesagt wegen der COVID-19-Pandemie.          | Abgesagt wegen der COVID-19-Pandemie.          | Abgesagt wegen der COVID-19-Pandemie.          |
|         |      |                     |                                                |                                                |                                                |                                                |                                                |                                                |
| –       | 2021 | Termas de Río Hondo | Abgesagt wegen der COVID-19-Pandemie.          | Abgesagt wegen der COVID-19-Pandemie.          | Abgesagt wegen der COVID-19-Pandemie.          | Abgesagt wegen der COVID-19-Pandemie.          | Abgesagt wegen der COVID-19-Pandemie.          | Abgesagt wegen der COVID-19-Pandemie.          |
|         |      |                     |                                                |                                                |                                                |                                                |                                                |                                                |
| 18      | 2022 | Termas de Río Hondo | Moto3                                          | Sergio García (GasGas)                         | Dennis Foggia (Honda)                          | Ayumu Sasaki (Husqvarna)                       | Sergio García (GasGas)                         | Andrea Migno (Honda)                           |
| 18      | 2022 | Termas de Río Hondo | Moto2                                          | Celestino Vietti (Kalex)                       | Somkiat Chantra (Kalex)                        | Ai Ogura (Kalex)                               | Fermín Aldeguer (Boscoscuro)                   | Celestino Vietti (Kalex)                       |
| 18      | 2022 | Termas de Río Hondo | MotoGP                                         | Aleix Espargaró (Aprilia)                      | Jorge Martín (Ducati)                          | Álex Rins (Suzuki)                             | Aleix Espargaró (Aprilia)                      | Aleix Espargaró (Aprilia)                      |
|         |      |                     |                                                |                                                |                                                |                                                |                                                |                                                |
| 19      | 2023 | Termas de Río Hondo | Moto3                                          | Tatsuki Suzuki (Honda)                         | Diogo Moreira (KTM)                            | Andrea Migno (KTM)                             | Ayumu Sasaki (Husqvarna)                       | Jaume Masiá (Honda)                            |
| 19      | 2023 | Termas de Río Hondo | Moto2                                          | Tony Arbolino (Kalex)                          | Alonso López (Boscoscuro)                      | Jake Dixon (Kalex)                             | Alonso López (Boscoscuro)                      | Alonso López (Boscoscuro)                      |
| 19      | 2023 | Termas de Río Hondo | MotoGP                                         | Marco Bezzecchi (Ducati)                       | Johann Zarco (Ducati)                          | Álex Márquez (Ducati)                          | Álex Márquez (Ducati)                          | Marco Bezzecchi (Ducati)                       |
|         |      |                     |                                                |                                                |                                                |                                                |                                                |                                                |
| –       | 2024 | Termas de Río Hondo | Abgesagt wegen aktueller Verhältnisse im Land. | Abgesagt wegen aktueller Verhältnisse im Land. | Abgesagt wegen aktueller Verhältnisse im Land. | Abgesagt wegen aktueller Verhältnisse im Land. | Abgesagt wegen aktueller Verhältnisse im Land. | Abgesagt wegen aktueller Verhältnisse im Land. |
|         |      |                     |                                                |                                                |                                                |                                                |                                                |                                                |
| 20      | 2025 | Termas de Río Hondo | Moto3                                          | Ángel Piqueras (KTM)                           | Adrián Fernández (Honda)                       | José Antonio Rueda (KTM)                       | Matteo Bertelle (KTM)                          | Ángel Piqueras (KTM)                           |
| 20      | 2025 | Termas de Río Hondo | Moto2                                          | Jake Dixon (Boscoscuro)                        | Manuel González (KTM)                          | Celestino Vietti (Boscoscuro)                  | Manuel González (KTM)                          | Jake Dixon (Boscoscuro)                        |
| 20      | 2025 | Termas de Río Hondo | MotoGP                                         | Marc Márquez (Ducati)                          | Álex Márquez (Ducati)                          | Franco Morbidelli (Ducati)                     | Marc Márquez (Ducati)                          | Marc Márquez (Ducati)                          |

Rekordsieger Fahrer: Marc Márquez (4)